# دولة شرق إندونيسيا
دول شرق إندونيسيا هي دولة فيدرالية أسستها هولندا عقب الحرب العالمية الثانية في القسم الشرقي من الهند الشرقية الهولندية. نشأت الدولة عام 1946، وأصبحت جزءًا من الولايات المتحدة الإندونيسية عام 1949 عقب انتهاء الثورة الوطنية الإندونيسية، وحُلّت عام 1950 تزامنًا مع حلّ الولايات المتحدة الإندونيسية. تألفت الدولة من جميع الجزر الواقعة شرق بورنيو (سولاواسي أو سيليبيس قديمًا وجزر مالوكو والجزر الأخرى القريبة من الشاطئ) وجاوة (بالي وجزر سوندا الصغرى).

## تاريخ
أسست السلطات الهولندية منطقة الشرق العظيم عام 1938 عقب سلسلة من التغييرات التي أجرتها في إدارة الجزر الشرقية للهند الشرقية. جاء الغزو الياباني بعد 4 سنوات، ووُضعت هذه المنطقة تحت إدارة البحرية الإمبراطورية اليابانية. عقب استسلام اليابانيين وإعلان استقلال إندونيسيا في شهر أغسطس من عام 1945، حارب الجمهوريون الإندونيسيون من أجل ضمان استقلال إندونيسيا عن السيادة الهولندية الاستعمارية. وصلت جيوش أسترالية إلى المنطقة التي سيطرت عليها البحرية اليابانية سابقًا لدعم الإداريين الهولنديين ومنع الجمهوريين من تأسيس إدارة ذاتية.
منذ السادس عشر وحتى الخامس والعشرين من شهر يوليو عام 1946، نظّم الهولنديون مؤتمرًا في بلدة مالينو على جزر سيليبيس (سولاواسي)، كان المؤتمر جزءًا من محاولة هولندية من أجل تنظيم حلّ فيدرالي لإندونيسيا. نتج عن مؤتمر مالينو مخطط لإنشاء دولة في بورنيو وأخرى في إندونيسيا الشرقية (التي دُعيت حينها بالشرق العظيم)، وتلك مناطق كان للهولنديين فيها سلطة بـحكم القانون والأمر الواقع. في وقتٍ لاحق من ذلك العام، وافقت جمهورية إندونيسيا على مبدأ إقامة دولة فيدرالية تزامنًا مع انعقاد مؤتمر لنغادجاتي في الخامس عشر من شهر نوفمبر. عُقد مؤتمر دِنباسار بين الثامن عشر والرابع والعشرين من شهر ديسمبر لمعالجة التفاصيل المتعلقة بإقامة دولة تُدعى دولة الشرق العظيم. تأسست تلك الدولة في الرابع والعشرين من شهر ديسمبر، وفي السابع والعشرين من الشهر ذاته، أطلقت على نفسها اسم دولة إندونيسيا الشرقية.
عند تأسيس الولايات المتحدة الإندونيسية في السابع والعشرين من شهر ديسمبر عام 1949، أصبحت إندونيسيا الشرقية إحدى مؤسسي هذا الاتحاد الفيدرالي الجديد. اعتُبرت الولايات المتحدة الإندونيسية –بنظر الإندونيسيين في معظم أنحاء البلاد– نظام حكمٍ غير شرعي فرضه الهولنديون على الجزر، وبدأت عدة ولايات فيدرالية الاندماج مع جمهورية إندونيسيا. عارض الكثيرون في إندونيسيا الشرقية هذه الحركة الساعية لتأسيس دولة موحدة، فمعظم سكان إندونيسيا الشرقية من المسيحيين ولا تحوي المنطقة سكانًا من أصولٍ جاويّة. تعاملت إندونيسيا الشرقية سابقًا مع حركة انفصالية تُدعى «المقاطعة الثانية عشر» في منهاسا عام 1948.
أدى تشكيل آخر وزارة في إندونيسيا الشرقية في شهر مايو عام 1950، بهدف حلّ الدولة وجعلها جمهورية إندونيسيا، إلى اندلاع تمرد في جزر مالوكو ذات الأغلبية المسيحية وإعلان استقلال جمهورية مالوكو الجنوبية. حُلّت الولايات المتحدة الإندونيسية في السابع عشر من شهر أغسطس عام 1950، وسُحق التمرد في مالوكو في شهر نوفمبر من العام ذاته.

## الحكومة

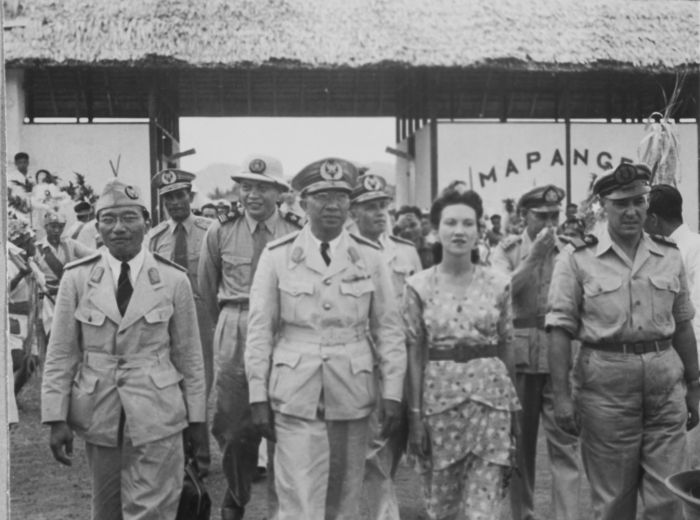
رئيس شرق إندونيسيا سوكاواتي مع زوجته الفرنسية خلال زيارة إلى ميناهاسا في سيليبس

وافق مؤتمر دنباسار المنعقد بين 18 و24 ديسمبر عام 1946 على مراسم تشكيل دولة إندونيسيا الشرقية، وأُضيفت تلك المراسم إلى القانون الاستعماري الهولندي عام 1927، وأسست إطار عمل الحكومة المؤقتة للدولة الجديد حتى توافق الأطراف على الدستور الجديد. سنّت السلطة التشريعية مسودة الدستور في الأول من شهر مارس عام 1949، لكن لم يُعتمد هذا الدستور وبقيت مراسم عام 1946 هي السائدة حتى حُلّت الدولة. كان من المفترض أن تملك الدولة رئيسًا تنفيذيًا مسؤولًا عن تعيين مجلس الوزراء والسلطة التشريعية.